# Phlogacanthus poilanei
Phlogacanthus poilanei är en akantusväxtart som beskrevs av Raymond Benoist. Phlogacanthus poilanei ingår i släktet Phlogacanthus och familjen akantusväxter. Inga underarter finns listade i Catalogue of Life.